# Black Desert Online

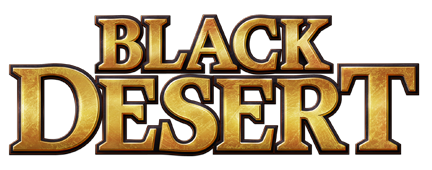
Logo do jogo.

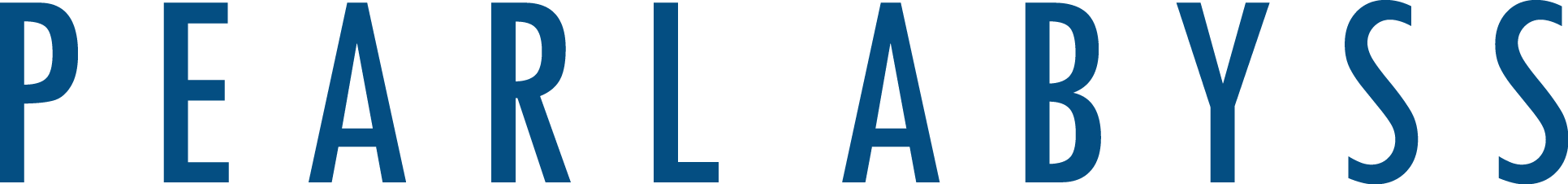
Logotipo da desenvolvedora de Black Desert, Pearl Abyss.

Black Desert Online (검은사막) é um vídeo game de MMORPG desenvolvido pela Pearl Abyss e publicado pela Kakao Games, lançado em 2015 para o Windows, em seguida, em 2019 para Xbox One e PlayStation 4.

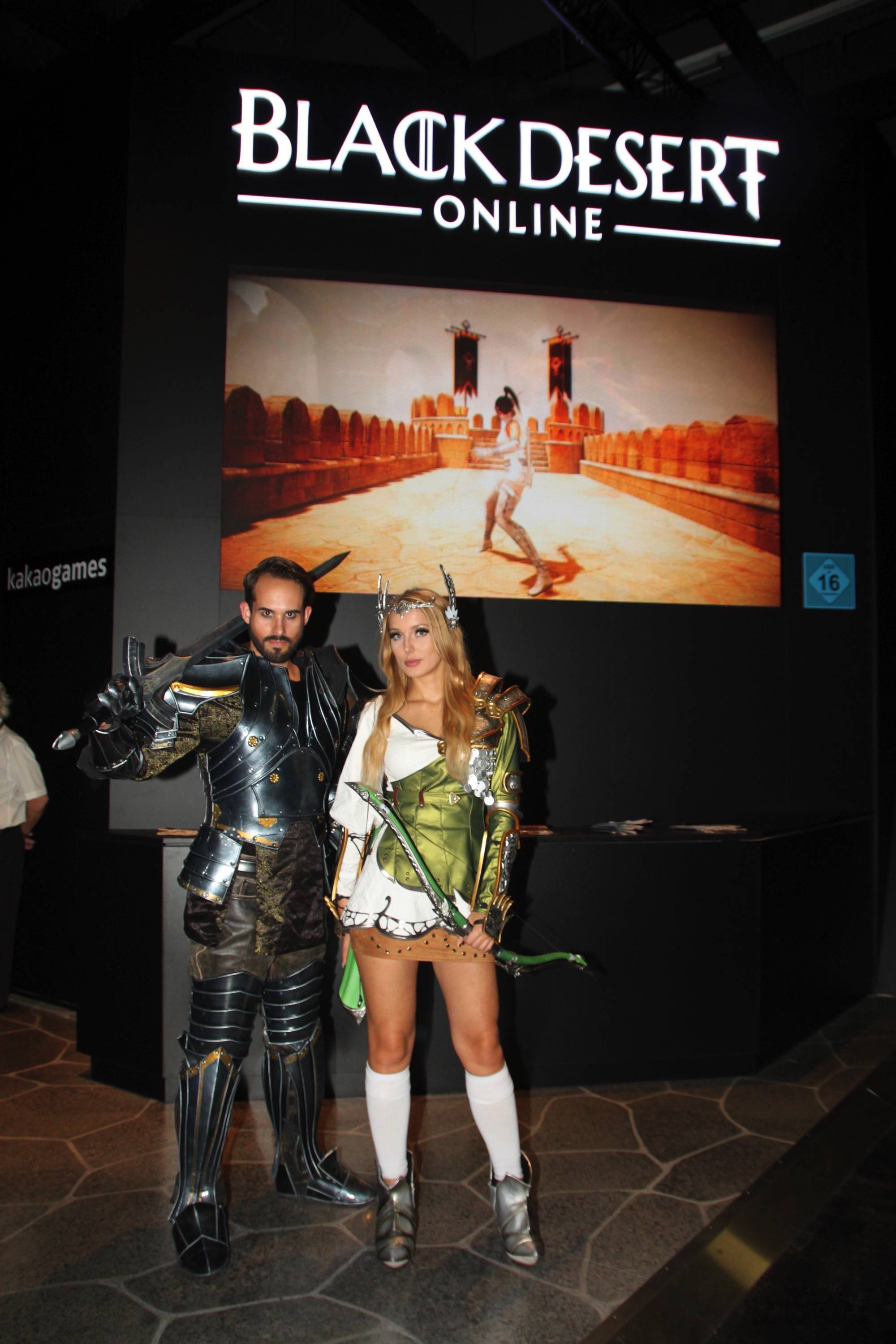
Stand na Gamescom 2016.

## Sistema de jogo
Black Desert é um RPG on-line que acontece em um mundo de fantasia. No início, o jogador escolhe uma das seguintes 20 classes de personagens: Lahn, Mística, Sagitário, Guerreiro, Ranger, Berserker, Mago Negro, Valquíria, Mágico, Tamer, Musa, Maehwa, Ninja, Kunoichi, Guardião da Lâmina Escura Hashahin e Campeão/Atacante. As aulas são de gênero e raça. 
Além das quests, existe um sistema de moradia, guildas, um sistema de combate ativo e a possibilidade de cultivar, comercializar, criar, pescar e domar cavalos, o chamado lifetask. Outros recursos especiais incluem uma. um sistema climático, mudanças diurnas e noturnas e um modo parkour para escalar e explorar a área circundante. 
Além disso, há uma loja dentro do jogo, na qual existem pequenas extensões e itens cosméticos para comprar. Ao contrário da Ásia, a versão europeia não é gratuita. A versão básica precisa ser comprada, mas inclui todas as coisas relacionadas ao jogo. A loja de dinheiro é limitada nas versões européia e norte-americana. 

## Popularidade
Em setembro 2018, o jogo tinha 3,1 milhões de assinantes.

## Remasterização
Mesmo já sendo um dos MMORPGs mais bonitos do mercado, Black Desert Online poderia ficar ainda melhor, pelo menos de acordo com a sua desenvolvedora Pearl Abyss. Por isso, a empresa anunciou mudanças que retrabalham os gráficos e trilha sonora do game, tornando sua experiência ainda mais impressionante.
A remasterização do game ajudou a otimizar o seu desempenho, além de contar com renderização com base física, dispersão atmosférica com base física, renderização HDR, melhoria de reflexos e simulação de tecidos. Black Desert Online também recebeu uma remasterização no seu áudio, adicionando novas trilhas ao game, com músicas antigas sendo regravadas, em uma coletânea que ultrapassa 660 minutos de músicas, gravadas por orquestras em três países diferentes.
A remasterização foi lançada oficialmente no dia 23 de Agosto de 2018.

## Personagens e Classes
Atualmente (jullho de 2024) o jogo tem 28 personagens, sendo eles Guerreiro, Caçadora, Feiticeira, Berserker, Domadora, Musah, Maehwa, Valquíria, Kunoichi, Ninja, Mago, Bruxa, Lutador, Mística, Lahn, Arqueiro, Cavaleira das Trevas, Shai, Guardiã, Hashashin, Nova, Sage, Corsária, Drakania, Wu-Sa, Me-Gu, Erudita e Do-Sa. 
Cada um dos personagens tem 2 classes, com exceção da Shai e do Arqueiro, podendo alterar entre o modo Despertar e a Sucessão fazendo com que mude completamente a gameplay, totalizando assim 54 classes.